# Windmotor Nieuwebrug
De Windmotor Nieuwebrug is een poldermolen in het Friese dorp Nieuwebrug, dat in de Nederlandse gemeente De Friese Meren ligt. De molen is een kleine Amerikaanse windmotor met een windrad van 12 bladen en een diameter van 3,5 meter, die rond 1925 werd gebouwd. Hij staat aan de rand van een petgat aan de oostzijde van de Heeresloot. De windmotor is niet-maalvaardig en ook niet voor publiek geopend.